# Бомбардерски прорачун
Бомбардерски прорачун је математички метод за одређивање броја авиона и количине бомби које су потребне за постизање неког ефекта на циљу, који је објект бомбардовања.
Почеци бомбардерског прорачуна су у периоду послије Првог свјетског рата, када се методе вјероватноће погађања и закона растурања погодака почињу да примјењују. Прорачунавају се норме броја авиона и бомби за уништење одређених циљева и дају у облику таблица. Касније су додате и особине циља у таблице, као и техника бомбардовања.
Полазни елементи за бомбардерски прорачун су врста циља, површина и отпорност истог, и циљ бомбардовања. Ефекти могу бити рушење, неутралисање или оштећење, па се у складу с тим бирају бомбе и њихов калибар. Површина циља се представља правоугаоником, а квадрат са страницом равном пречнику дејства бомбе је узет као површина корисног дејства бомбе. Дијељењем површине циља са овим бројем се добија потребни број погодака - пбп. Пошто свака бомба не погађа циљ, потребан број бомби - пбб је већи и зависи од растурања погодака.